# Liffol-le-Petit
Liffol-le-Petit is een gemeente in het Franse departement Haute-Marne (regio Grand Est) en telt 355 inwoners (1999). De plaats maakt deel uit van het arrondissement Chaumont.

## Geografie
De oppervlakte van Liffol-le-Petit bedraagt 26,7 km², de bevolkingsdichtheid is 13,3 inwoners per km².
De onderstaande kaart toont de ligging van Liffol-le-Petit met de belangrijkste infrastructuur en aangrenzende gemeenten.

## Demografie
Onderstaande figuur toont het verloop van het inwonertal (bron: INSEE-tellingen).